# Linuparus somniosus
Linuparus somniosus är en kräftdjursart som beskrevs av Berry och George 1972. Linuparus somniosus ingår i släktet Linuparus och familjen Palinuridae. IUCN kategoriserar arten globalt som livskraftig. Inga underarter finns listade i Catalogue of Life.